# Calamanthus campestris
El sedosito rufo (Calamanthus campestris) es una especie de ave paseriforme de la familia  Acanthizidae endémica de  Australia. No se encuentra amenazado.

## Subespecies
Comprende las siguientes subespecies:
- Calamanthus campestris campestris
- Calamanthus campestris dorrie
- Calamanthus campestris ethelae
- Calamanthus campestris hartogi
- Calamanthus campestris isabellinus
- Calamanthus campestris montanellus
- Calamanthus campestris rubiginosus
- Calamanthus campestris wayensis
- Calamanthus campestris winiam